# Jacobshospital (Leipzig)
Das Jacobshospital war ein Krankenhaus in Leipzig. Aus ihm ging über das Krankenhaus St. Jakob das Universitätsklinikum Leipzig hervor.

## Geschichte

### Jacobshospital

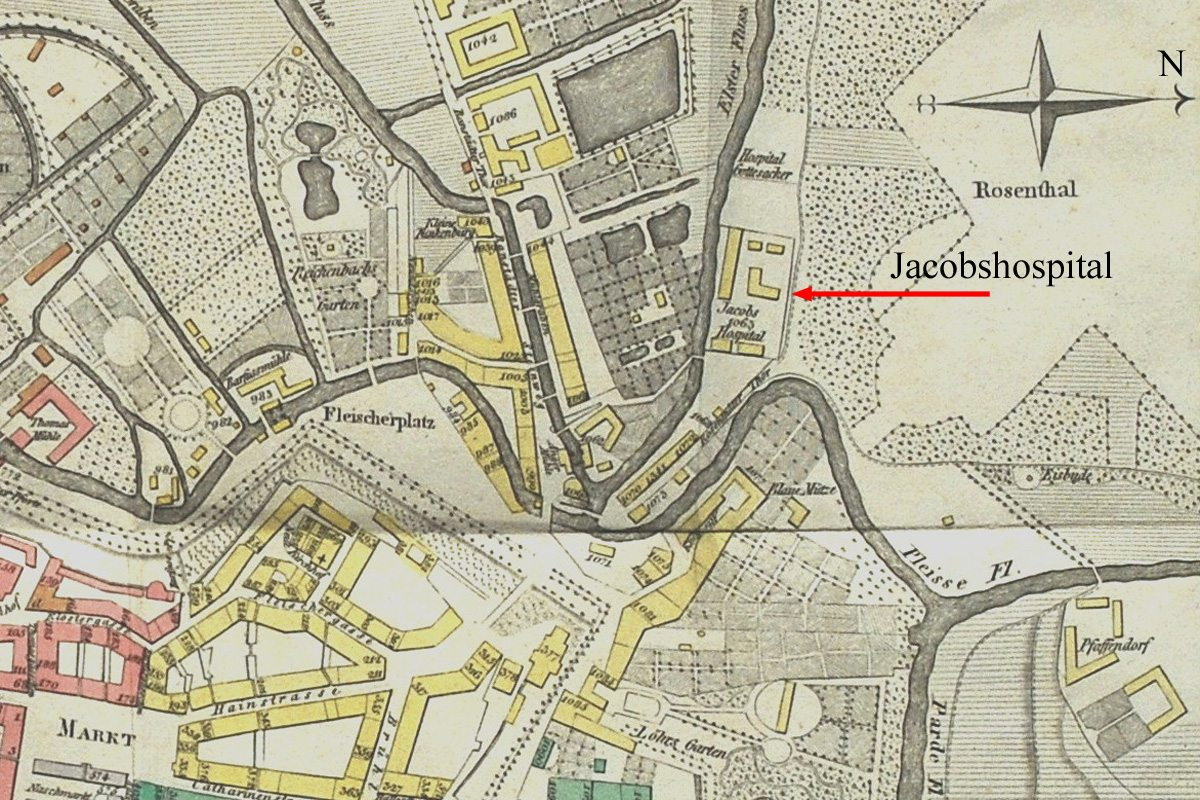
Lage des Jacobshospitals auf einer Karte von 1823

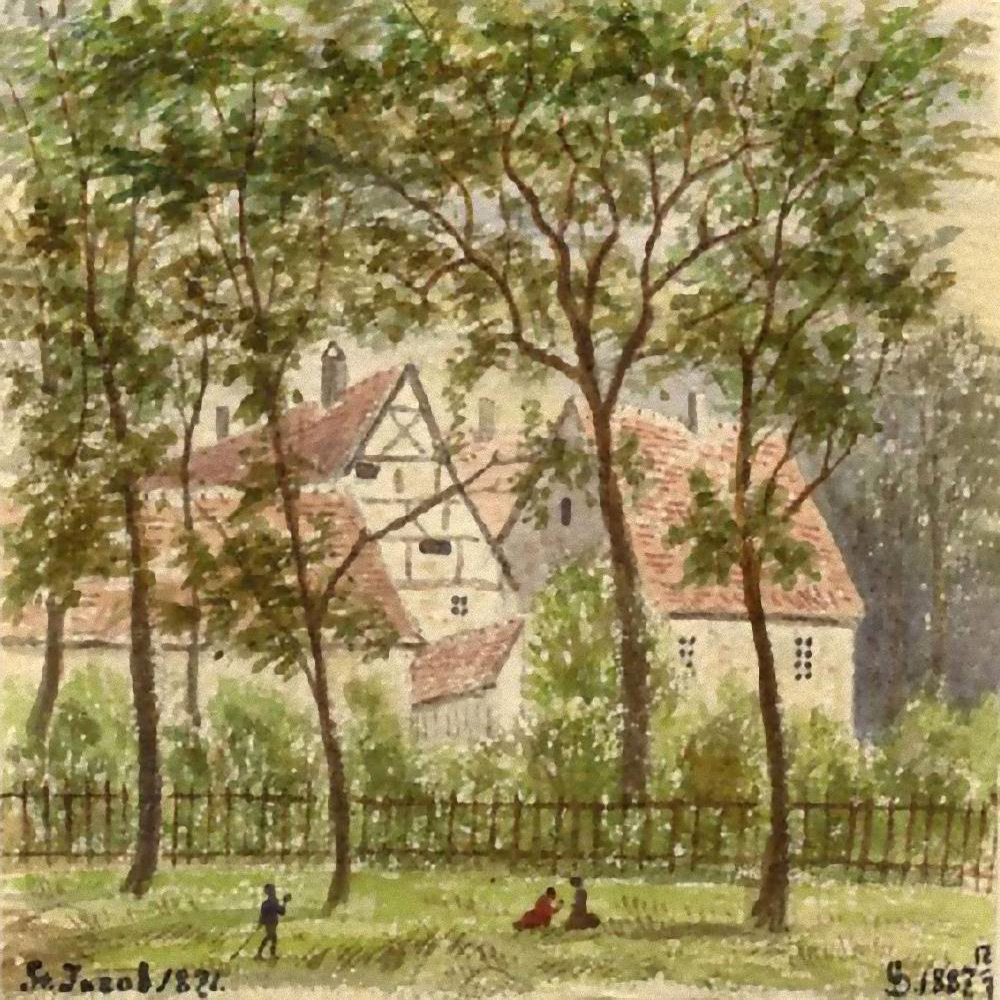
Jacobshospital 1871 vom Rosental aus

Bereits im 14. Jahrhundert bestand in der Nähe des Peterstors ein Pestilenzhaus (Lazarett) zur Isolation der von der Seuche Betroffenen. Zu Beginn der 1550er Jahre errichtete man zu diesem Zweck einen Neubau vor dem Grimmaischen Tore, also außerhalb der Stadtmauern. 1566 erfolgte ein weiterer Neubau unter der Leitung von Paul Widemann, diesmal nordwestlich der Stadt zwischen dem Elstermühlgraben und dem Rosental (siehe Plan). Der Rat der Stadt hatte den Wald des Rosentals 1633 vom Sächsischen Kurfürsten Johann Georg II. erworben. Hier zwischen Wald und Wasser sollten die besten Bedingungen für die Kranken sein. (→ Karte)
Ab den 1630er Jahren wurde die Einrichtung in pestfreien Zeiten genutzt, um Bedürftige und Menschen mit unterschiedlichen Krankheitsbildern unterzubringen. Arme, Alte, Pilger, abgedankte Soldaten, unvermögende Witwen und Waisenkinder zählten zu den Insassen. Plötzlich Erkrankte ohne festen Wohnsitz in Leipzig, wie Bettler, wandernde Handwerksgesellen oder auf einen Saisonjob hoffende Gelegenheitsarbeiter waren auf die Unterbringung angewiesen. Die Krankheiten betrafen u. a. Krätze, Syphilis, gebrochene Gliedmaßen und Schlaganfälle. Sogar von einer Brustamputation bei Krebs wurde berichtet. Die damaligen Behandlungsmethoden waren im heutigen Sinne nicht immer risikofrei, so zum Beispiel bei der Verwendung von Quecksilber.
1787 wurde in einem kurfürstlichen Erlass erstmals die Bezeichnung „Jacob-Hospital“ verwendet, offenbar in Anlehnung an die in früheren Zeiten in der Nähe existierende Jacobskirche, die 1544 abgebrochen worden war, und wohl auch weil die Einrichtung zunehmend Aufgaben eines Hospitals im ursprünglichen Sinne übernommen hatte. Nach einem Brand 1799 wurde das Gebäude am alten Platz neu erbaut.
1779 begann im städtischen Jacobshospital der Universitätsprofessor Gottlieb Eckhold mit der praktischen Ausbildung von Medizinstudenten am Krankenbett, was den ersten Kontakt der Einrichtung zur Universität Leipzig bedeutete. Von 1804 bis 1809 war Johann Christoph Leopold Reinhold Erster Arzt und Lehrer am Hospital.
Im 19. Jahrhundert wurde die Einrichtung durch eine Reihe von Neubauten wesentlich erweitert. 1812 wurde die erste Poliklinik und 1817 eine Kinderpoliklinik eröffnet. Zwischen 1850 und 1865 wurden eine chirurgische Einrichtung (das „Neue Haus“) an der Nordseite, das sogenannte „Weiber- und Männerhaus“ mit Kinderstation an der Ostseite, das „Kirchenhaus“ mit einer Anstaltskirche, die „Luftbude“ für den Sommerbetrieb und ein Verwaltungsgebäude eröffnet.
In den 1860er Jahren kamen Pläne auf, die klinische Studentenausbildung in das neu entstehende Universitätsviertel zu verlegen, was letztlich zum Neubau eines ganzen Krankenhauses und dem Umzug des Jacobshospitals bis 1871 führte. Die baulichen Einrichtungen am Rosental übernahm zum Teil das Georgenhaus.

### Krankenhaus St. Jakob

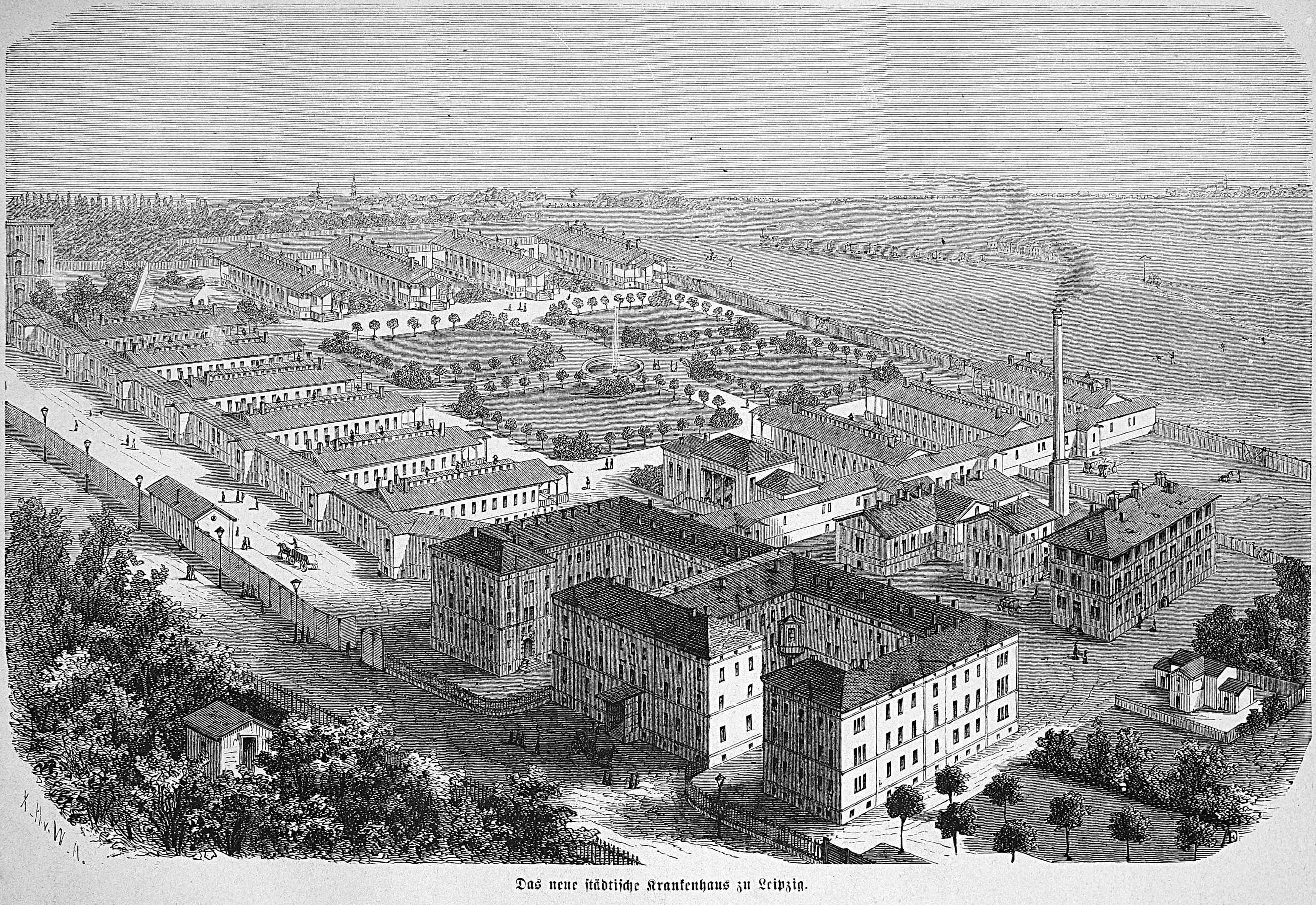
Krankenhausgelände im Eröffnungsjahr 1871

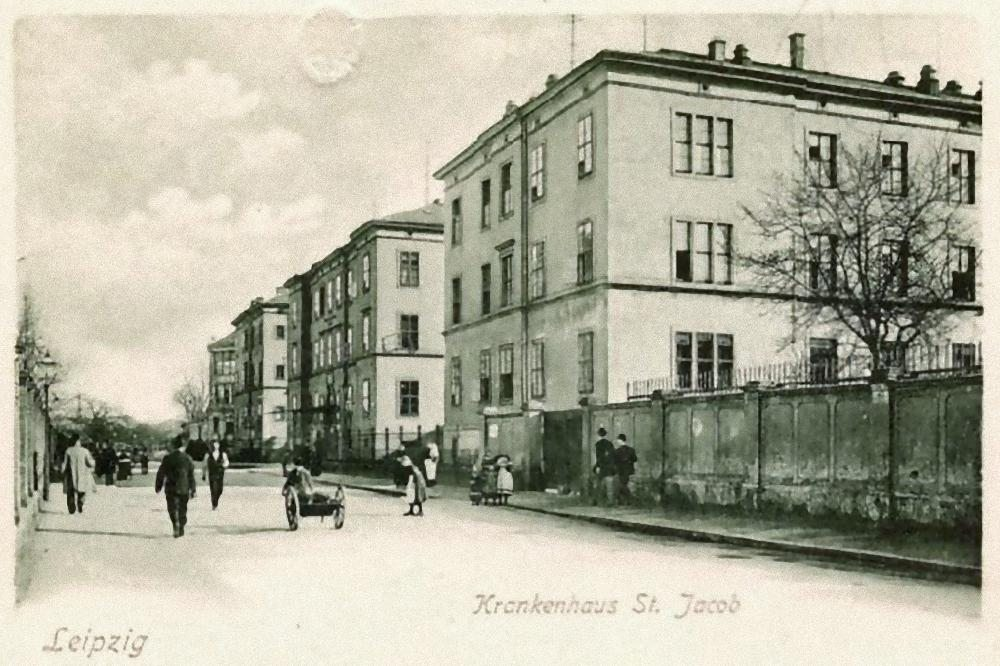
Hauptgebäude des Krankenhauses

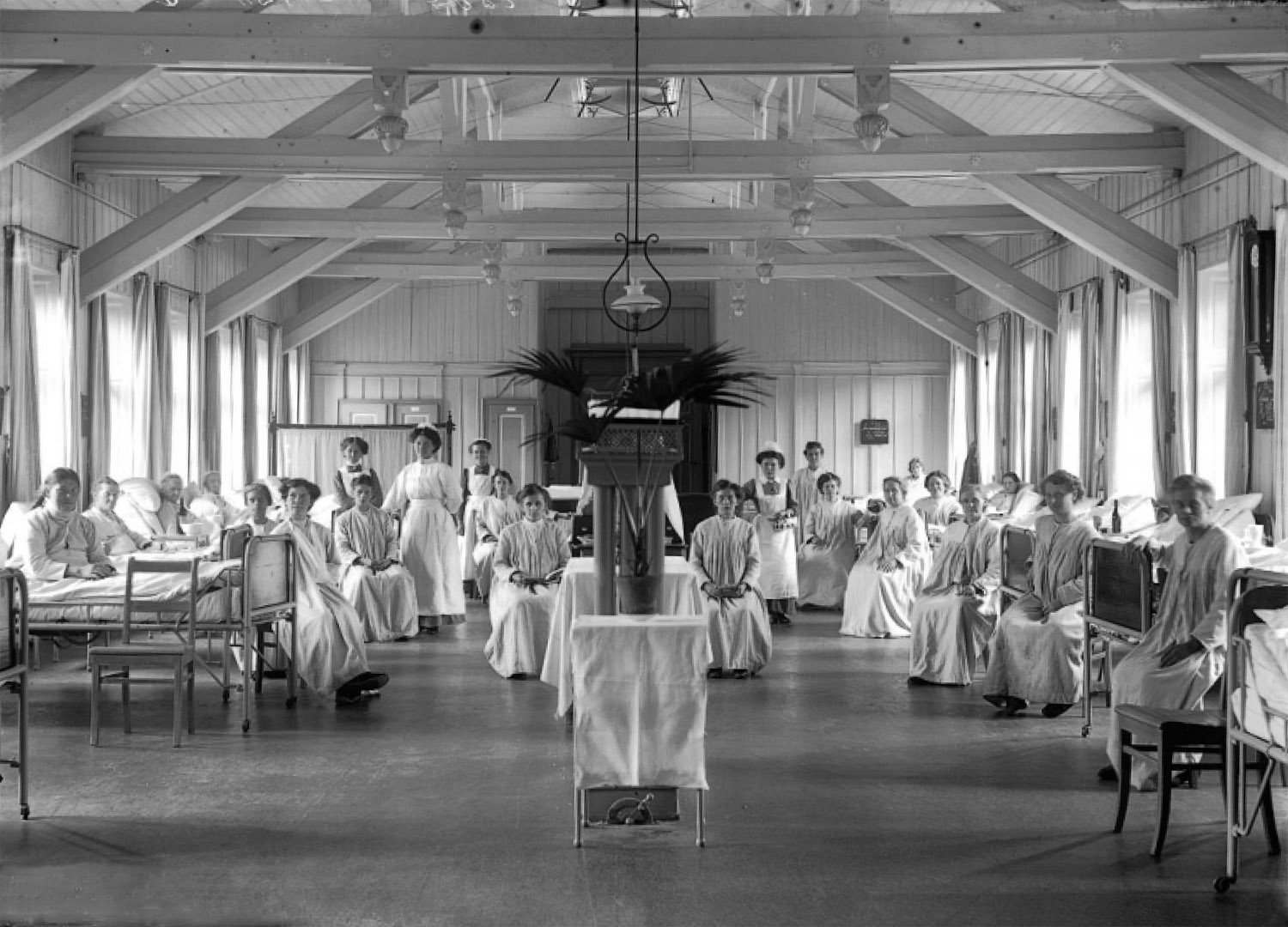
Inneres einer Krankenbaracke

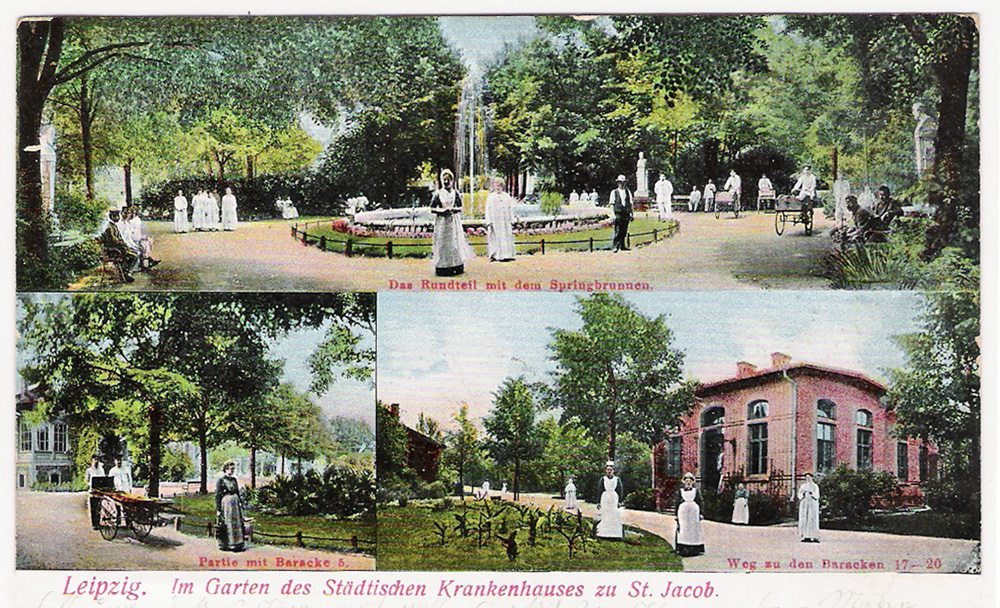
Krankenhausgarten 1911

„Rotes Haus“ von der Parkseite

Es waren vor allem die Universitätsprofessoren Carl Reinhold August Wunderlich und Carl Thiersch, die sich bemühten, Ersatz für das baufällig gewordene „Institut für den klinischen Unterricht im Jacobshospital“ zu schaffen. Dazu diente ab 1866 das 1864 erbaute Waisenhaus in der Waisenhausstraße (ab 1879 Liebigstraße), das zwischenzeitlich als Militärlazarett genutzt worden war. Nun wurde es Ausgangspunkt und Hauptgebäude für ein ausgedehntes Krankenhausgelände. (→ Karte)
In den Jahren 1868 bis 1871 wurden hinter dem Hauptgebäude 13 Baracken zur Unterbringung von Patienten und zu speziellen Verwendungen errichtet. Diese Baracken waren einerseits für die sogenannte Chirurgische Klinik (also alle Patienten, die operiert werden konnten) sowie andererseits die sogenannte Medizinische Klinik (alle nichtoperativen Bereiche) vorgesehen. Abgesehen von den vier Baracken, die für Patienten mit ansteckenden Krankheiten vorgesehen waren, waren alle durch überdachte Verbindungsgänge miteinander und mit dem Hauptgebäude verbunden, damit vor allem die Patienten der Chirurgischen Klinik leicht in den OP-Pavillon transportiert werden konnten. Die Gegenseiten der Baracken zeigten über eine verglaste Veranda zu einem zentralen Park. Diese Bauweise, die auf die heilende Wirkung von Luft und Sonne setzte, war, dem US-amerikanischen Vorbild folgend, für Europa hier das erste Mal angewandt worden. Diese Anordnung der Patientenunterkünfte, die sich, allerdings unter Verwendung von Massivbauten, um die Jahrhundertwende in Deutschland stark verbreitete, hieß dann Pavillonstil.
In einer Baracke waren 24 Patienten untergebracht, was gegenüber dem alten Hospital einen Fortschritt bedeutete, wo bis zu 80 Betten in einem Saal gestanden hatten. In jeder Baracke gab es zudem einen Raum für das Wärterpersonal, eine Gemeinschafts-Toilette sowie einen Waschraum.
Hinter dem Hauptgebäude des St. Jakob befand sich – vor weiteren Baracken des Chirurgischen Klinik des Krankenhauses – der OP-Pavillon. Die offizielle Einweihung des „Städtischen Krankenhauses zu St. Jakob“ fand 1871 statt. Einer der ersten Erweiterungsbauten dieses Kranhauskomplexes war das sogenannte „Klinische Auditorium“, ein als Hörsaal und Demonstrations-OP-Saal konzipierter sechseckiger Bau, den Carl Thiersch und Carl Reinhold August Wunderlich für ihre Lehrveranstaltungen durchsetzten. Dieser beinhaltete aber auch Räume für Spezialuntersuchungen sowie verschiedene Labors und eine wissenschaftliche Bibliothek. Das „Klinische Auditorium“ bildete die Grundlage für die in den 1890ern durch symmetrische Erweiterungsbauten rechts und links an diesen Zentralbau hervorgegangene Medizinische Klinik.
Bereits zur Eröffnung des St. Jakob standen 1871 das Pathologische zusammen mit dem Gerichtsmedizinischen Institut sowie das Chemikum. In den 1880ern und 1890ern entstanden in der Umgebung des St. Jakob zum einen das zunächst als Siechenhaus geplante, 1889 eröffnete „Rote Haus“ von Hugo Licht am Windmühlenweg (heute Philipp-Rosenthal-Straße 27), das die Kapazitäten der Medizinischen Klinik beträchtlich erhöhte und der in den 1880ern eingetretenen Überfüllung des Krankenhauses abhalf. Zum anderen war es das im Jahr 1900 errichtete Chirurgisch-Klinische Institut in der Liebigstraße, von dessen Prachtfassade ein Teil in den nach 2000 entstandenen Komplex des Neuen Universitätsklinikums Leipzig eingegliedert wurde und noch heute zu sehen ist. 1925 bis 1928 entstand der Neubau der Abteilungen für Hämatologie und Kardiologie der Medizinischen Klinik mit Ambulanz und Hörsaal in der Johannisallee. Letzteres Gebäude besteht noch, wird aber nicht mehr als Klinik genutzt.
Andere Erweiterungen waren die Spezialkliniken für einzelne Fachbereiche, so die Augenheilanstalt, die HNO-Klinik, die Frauenklinik (zunächst in der Stephanstraße, später der große Neubau gegenüber der Deutschen Bücherei) oder auch die 1882 eröffnete Universitätsirrenklinik unter Paul Flechsig. Es entwickelte sich das „Medizinische Viertel“.
Die Eröffnungsjahre ausgewählter Institute und Kliniken waren:
- 1869: Physiologisches Institut
- 1871: Altes Pathologisches Institut
- 1875: Anatomisches Institut
- 1879: Medizinische Klinik Liebigstraße
- 1882: Psychiatrische und Nervenklinik
- 1883: Universitätsaugenklinik
- 1888: Medizinische und Chirurgische Polikliniken
- 1888: Pharmakologisches Institut
- 1892: Universitätsfrauenklinik Stephanstraße
- 1900: Chirurgische Klinik[5]
- 1906: Neues Pathologisches Institut und Institut für Gerichtsmedizin
- 1908: Nutzung des ehemaligen Gasthofes „Lindenhof“ als orthopädische Poliklinik
- 1910: Zahnärztliches Institut
- 1912: Universitätsklinik für Hals-, Nasen- und Ohrenkrankheiten
- 1927: Klinik für Orthopädie (am Windmühlenweg, gegenüber der Deutschen Bücherei gelegen)[6]
- 1928: (Dritte) Medizinische Klinik an der Johannisallee, zur Berufung Max Bürgers erbaut
- 1928: (Neues) Triersches Institut als Universitäts-Frauenklinik, neben der Orthopädischen Klinik, gegenüber der Deutschen Bücherei

Im Zweiten Weltkrieg erlitt das Krankenhaus St. Jakob schwere Schäden. Das Hauptgebäude wurde völlig zerstört. Die chirurgische Abteilung und die Abteilung für innere Medizin waren durch Bombenschäden 1943 so schwer getroffen, dass sie nach der Heilanstalt Dösen evakuiert werden mussten. Nach ersten Nachkriegsaufbauarbeiten wurde das Krankenhaus St. Jakob 1953 der Universität Leipzig angegliedert.